# ویکتور (آیووا)
ویکتور (به انگلیسی: Victor) شهری در ایالت آیووا کشور ایالات متحده آمریکا است که جمعیت آن در سرشماری سال ۲۰۱۰ میلادی، ۸۹۳ نفر بوده‌است.